# Thérèse Glaesener-Hartmann
Thérèse Glaesener-Hartmann   (Ciutat de Luxemburg, 18 d'abril de 1858 - Ciutat de Luxemburg, 18 de febrer de 1923) va ser una pintora luxemburguesa. Se la recorda per pintar els retrats de personatges destacats de l'època, com ara el primer ministre Paul Eyschen (1841–1915) i l'alcalde de la ciutat de Luxemburg Alphonse Munchen (1850–1917). Va exposar al Cercle artistique de 1894 a 1912.

## Biografia
Nascuda el 18 d'abril de 1858 a la ciutat de Luxemburg, Marie-Thérèse Hartmann era filla de l'arquitecte Antoine Hartmann (1817–1891). Encoratjada pel seu pare que la va iniciar en la pintura, es va convertir en una de les primeres dones de Luxemburg a estudiar a l'estranger. El 1877, quan només tenia 19 anys, va passar un any a Düsseldorf estudiant de manera privada amb Gustav Süs. Després va continuar els seus estudis a Múnic durant dos anys més amb Sándor Liezen-Mayer. Finalment, va passar dos anys a París, on va ser alumne d’Emile Carolus-Duran i Jean-Jacques Henner que havien obert una escola per a artistes femenines. Era inusual que una jove de Luxemburg rebés una formació tan experta en art en aquell moment i passés tants anys a l'estranger. L'acadèmia de Luxemburg no va admetre dones fins a finals del segle xix, cosa que possiblement explica que el seu Portrait de SAR Madame la Princesse Henri des Pays-Bas (1879) no fos considerat digne d'incloure's a la col·lecció de la ciutat de Luxemburg.
Poc després de tornar de París, es va casar amb el jurista i conseller d'estat Mathias Glaesener (1858–1924). Fins i tot després que la seva filla va néixer el 1886, va continuar pintant. Quan encara era estudiant va començar a exposar a Luxemburg a la Galerie Louis Segers. Les seves obres, especialment els seus retrats d'homes, es consideraven d'alta qualitat. Del 1894 al 1912 exposa al Cercle artistique.
Thérèse Glaesener-Hartman va morir a la ciutat de Luxemburg el 19 de febrer de 1923. Un carrer de la ciutat porta el seu nom. Algunes de les seves obres es poden veure al Museu Nacional d'Història i Art de Luxemburg i al Museu d'Història de la Ciutat de Luxemburg
.

## Galeria
Les pintures a l'oli següents són exemples de l'obra de Glaesener-Hartmann:

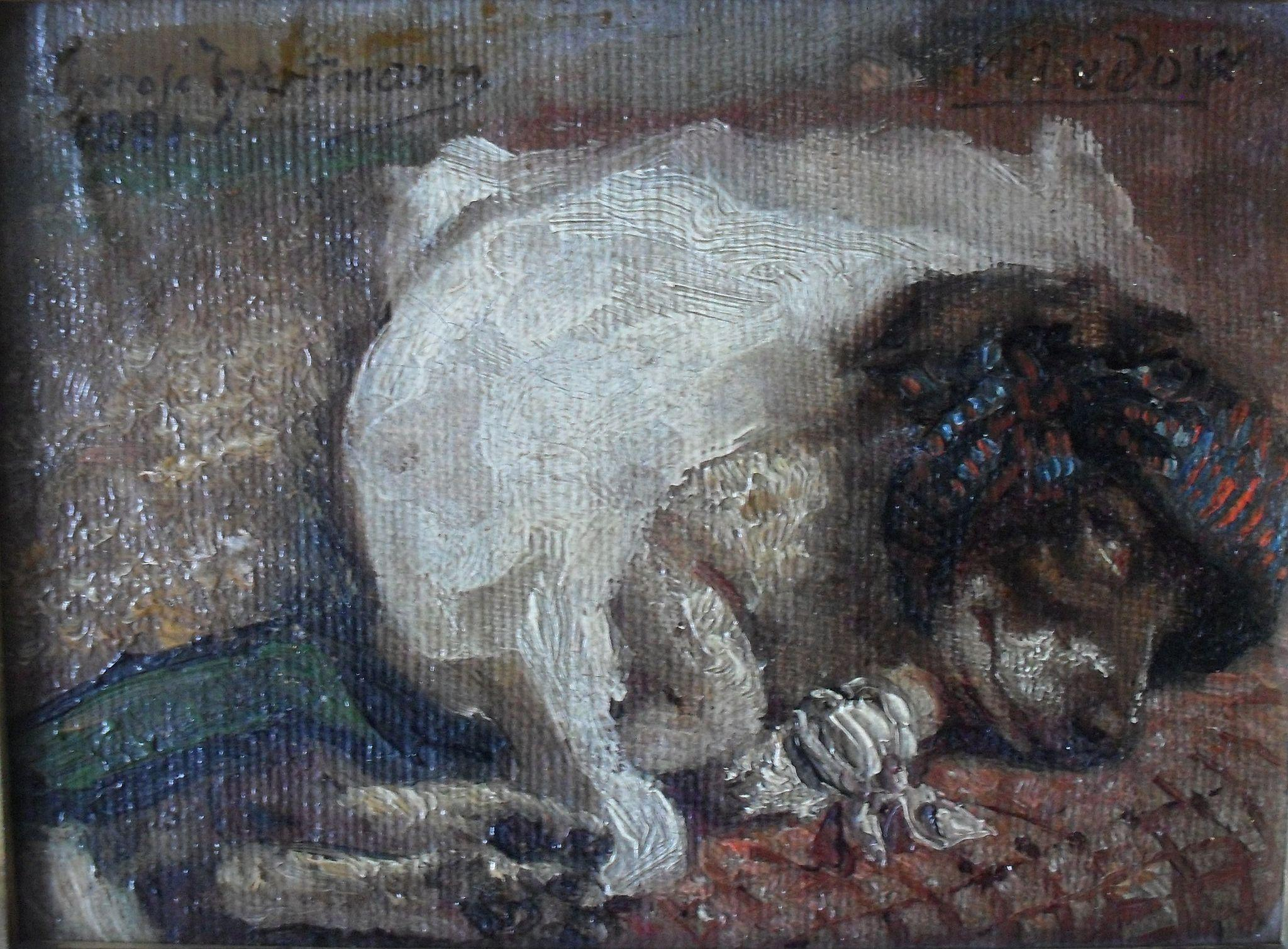
Médor (1886)
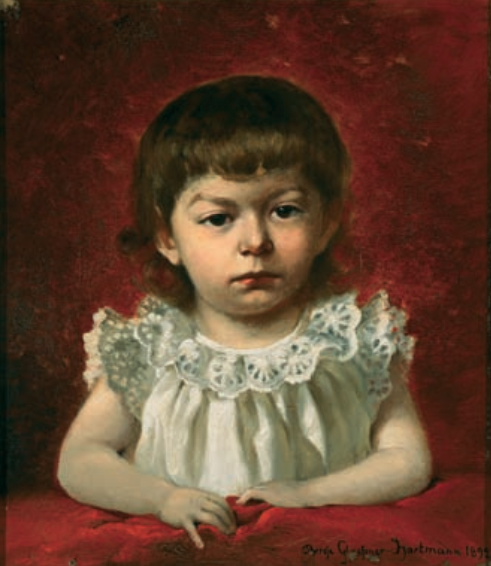
Jules Ulveling (1892)
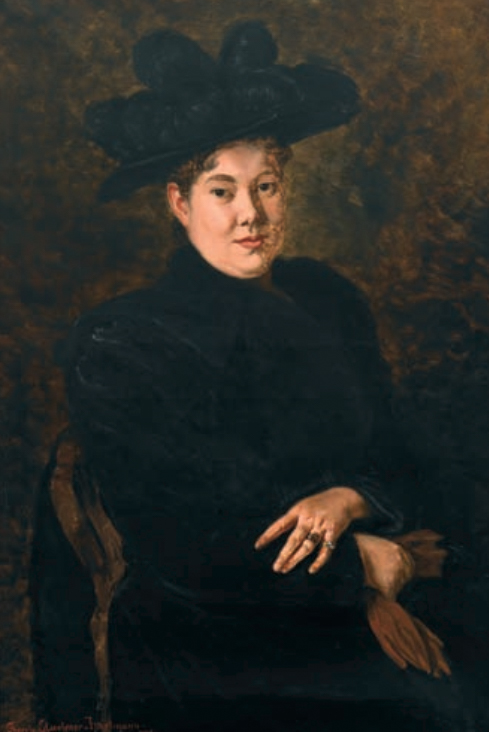
Paule Ulveling (1895)
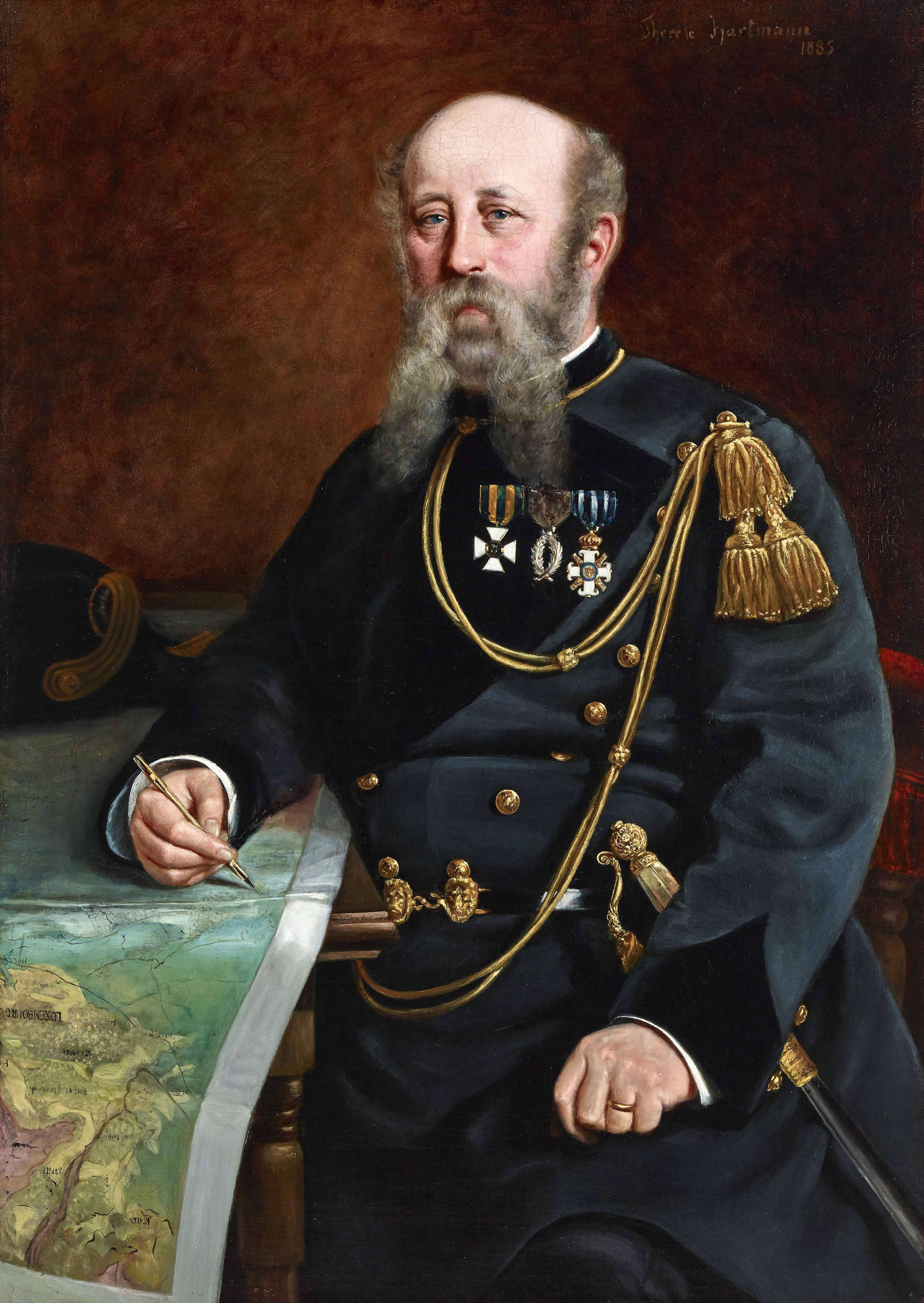
El geòleg Pierre Mathias Siegen (1896)
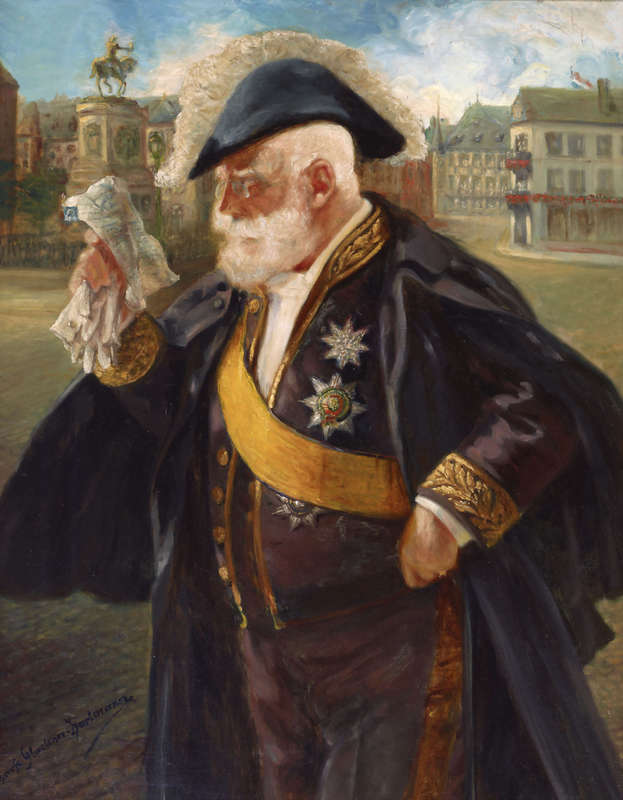
Primer Ministre Paul Eyschen (no datat)
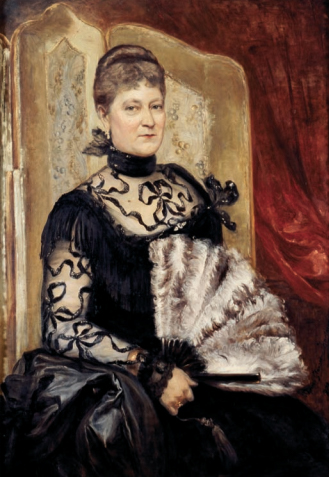
Madame Salentiny (1902)
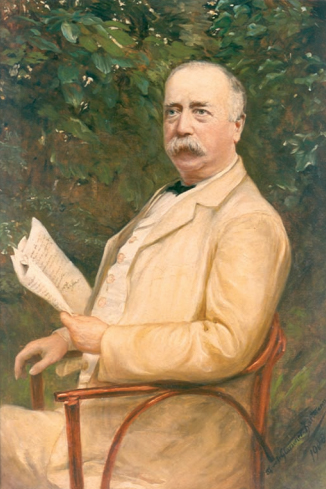
Dr J.-P. Glaesener (1908)